# Bagdat Kajrov
Bagdat Szanatuli Kajrov (kazak betűkkel: Бағдат Санатұлы Қайыров; Aktöbe, 1993. április 27. –) kazak válogatott labdarúgó, a Tobil Kosztanaj játékosa.

## Pályafutása

### Klubcsapatokban
Pályafutását az Aktöbe FK ifjúsági csapatában kezdte, ahol 2011-ig játszott. 2011 és 2012 között az Aktöbe-Zsasz játékosa volt, majd visszatért nevelőegyesületéhez, ahol azonban nem játszott egy bajnokin sem. 2015-ben a Kaszpij labdarúgója volt, majd három évig ismét az Aktöbe labdarúgója volt. Ezt követően a Kajszar Kizilorda FK és az Ordabaszi játékosa volt. 2021-ben igazolt a Tobil Kosztanaj csapatához. A Ferencváros elleni BL-selejtezőn sárga lapot kapott a párharc első mérkőzésén.

### A válogatottban
2021. november 13-án mutatkozott be a kazak labdarúgó-válogatottban egy Franciaország elleni világbajnoki selejtezőn.

## Sikerei, díjai
Tobil Kosztanaj
- Kazak bajnok: 2021[3]
- Kazak szuperkupa: 2022